# Anne White
Anne White (28 settembre 1961) è un'ex tennista statunitense.

## Carriera
In carriera ha vinto un titolo in singolare e 7 titoli di doppio. Nei tornei del Grande Slam ha ottenuto il suo miglior risultato raggiungendo le semifinali di doppio agli US Open nel 1984 e all'Open di Francia nel 1985.

## Statistiche

### Singolare

#### Vittorie (1)
| Numero | Anno          | Torneo                             | Superficie | Avversaria in finale | Punteggio |
| 1.     | 15 marzo 1987 | Virginia Slims of Arizona, Phoenix | Cemento    | Dianne Balestrat     | 6–1, 6–2  |

### Singolare

#### Finali perse (1)
| Numero | Anno           | Torneo                  | Superficie | Avversaria in finale | Punteggio |
| 1.     | 17 giugno 1984 | DFS Classic, Birmingham | Erba       | Pam Shriver          | 6-7, 3-6  |

### Doppio

#### Vittorie (7)
| Numero | Anno              | Torneo                                        | Superficie  | Compagna         | Avversarie in finale             | Punteggio        |
| 1.     | 5 febbraio 1984   | Virginia Slims of Houston, Houston            | Sintetico   | Mima Jaušovec    | Barbara Potter Sharon Walsh      | 6–4, 3–6, 7–6(4) |
| 2.     | 18 marzo 1984     | Virginia Slims of Florida, Palm Beach Gardens | Terra rossa | Betsy Nagelsen   | Rosalyn Fairbank Candy Reynolds  | 2–6, 6–2, 6–2    |
| 3.     | 25 marzo 1984     | Virginia Slims of Dallas, Dallas              | Sintetico   | Leslie Allen     | Sandy Collins Elizabeth Sayers   | 6–4, 5–7, 6–2    |
| 4.     | 17 giugno 1984    | DFS Classic, Birmingham                       | Erba        | Leslie Allen     | Barbara Jordan Elizabeth Sayers  | 7-5, 6-3         |
| 5.     | 13 aprile 1986    | Family Circle Cup, Hilton Head                | Terra verde | Chris Evert      | Steffi Graf Catherine Tanvier    | 6-3, 6-3         |
| 6.     | 22 marzo 1987     | Virginia Slims of Dallas, Dallas              | Sintetico   | Mary Lou Daniels | Elise Burgin Robin White         | 7–5, 6–3         |
| 7.     | 20 settembre 1987 | Toray Pan Pacific Open, Tokyo                 | Sintetico   | Robin White      | Katerina Maleeva Manuela Maleeva | 6-1, 6-2         |

### Doppio

#### Finali perse (4)
| Numero | Anno              | Torneo                                     | Superficie | Compagna         | Avversarie in finale          | Punteggio     |
| 1.     | 8 gennaio 1984    | Virginia Slims of Washington, Washington   | Sintetico  | Leslie Allen     | Barbara Potter Sharon Walsh   | 1-6, 7-6, 2-6 |
| 2.     | 7 aprile 1985     | World Doubles Championships, Tokyo         | Sintetico  | Betsy Nagelsen   | Kathy Jordan Elizabeth Sayers | 6-4, 5-7, 2-6 |
| 3.     | 29 settembre 1985 | Virginia Slims of New Orleans, New Orleans | Sintetico  | Mary Lou Daniels | Chris Evert Wendy Turnbull    | 1-6, 2-6      |
| 4.     | 15 marzo 1987     | Virginia Slims of Arizona, Phoenix         | Cemento    | Mary Lou Daniels | Penny Barg Beth Herr          | 6–2, 2-6, 6-7 |